# Nannophlebia imitans
Nannophlebia imitans – gatunek ważki z rodziny ważkowatych (Libellulidae).